# Palogneux
Palogneux és un municipi francès situat al departament del Loira i a la regió d'Alvèrnia-Roine-Alps. L'any 2007 tenia 51 habitants.

## Demografia

### Població
El 2007 la població de fet de Palogneux era de 51 persones. Hi havia 28 famílies de les quals 12 eren unipersonals (8 homes vivint sols i 4 dones vivint soles), 8 parelles sense fills, 4 parelles amb fills i 4 famílies monoparentals amb fills.
La població ha evolucionat segons el següent gràfic:
Habitants censats

### Habitatges
El 2007 hi havia 48 habitatges, 27 eren l'habitatge principal de la família, 17 eren segones residències i 4 estaven desocupats. Tots els 47 habitatges eren cases. Dels 27 habitatges principals, 25 estaven ocupats pels seus propietaris i 2 estaven llogats i ocupats pels llogaters; 1 tenia dues cambres, 3 en tenien tres, 5 en tenien quatre i 18 en tenien cinc o més. 18 habitatges disposaven pel capbaix d'una plaça de pàrquing. A 14 habitatges hi havia un automòbil i a 7 n'hi havia dos o més.

### Piràmide de població
La piràmide de població per edats i sexe el 2009 era:
| Homes | Edats   | Dones |
| ----- | ------- | ----- |
| 0     | 95 o +  | 0     |
| 0     | 90 a 94 | 0     |
| 0     | 85 a 89 | 0     |
| 0     | 80 a 84 | 4     |
| 0     | 75 a 79 | 0     |
| 8     | 70 a 74 | 0     |
| 0     | 65 a 69 | 4     |
| 0     | 60 a 64 | 0     |
| 4     | 55 a 59 | 0     |
| 4     | 50 a 54 | 0     |
| 4     | 45 a 49 | 0     |
| 4     | 40 a 44 | 4     |
| 0     | 35 a 39 | 0     |
| 0     | 30 a 34 | 0     |
| 0     | 25 a 29 | 0     |
| 4     | 20 a 24 | 0     |
| 4     | 15 a 19 | 4     |
| 0     | 10 a 14 | 0     |
| 0     | 5 a 9   | 0     |
| 0     | 0 a 4   | 0     |

## Economia
El 2007 la població en edat de treballar era de 34 persones, 18 eren actives i 16 eren inactives. Les 18 persones actives estaven ocupades(12 homes i 6 dones).. De les 16 persones inactives 6 estaven jubilades, 2 estaven estudiant i 8 estaven classificades com a «altres inactius».
Activitats econòmiques
L'any 2000 a Palogneux hi havia 6 explotacions agrícoles que ocupaven un total de 147 hectàrees.

## Poblacions més properes
El següent diagrama mostra les poblacions més properes.